# Комлевский сельский округ
Комлевский сельский округ — упразднённая административно-территориальная единица, существовавшая на территории Рузского района Московской области в 1994—2006 годах.
Комлевский сельсовет был образован в первые годы советской власти. По данным 1919 года он входил в состав Ащеринской волости Рузского уезда Московской губернии.
27 февраля 1922 года Ащеринская волость была передана в Можайский уезд.
В 1926 году Комлевский с/с включал деревни Горки, Захнево, Комлево, Малоиванцево, Никулкино, Новый посёлок (Цыганово), Палашкино, Ракитино и Рыбушкино.
В 1929 году Комлевский с/с был отнесён к Рузскому району Московского округа Московской области.
28 декабря 1951 года к Комлевскому с/с были присоединены селения Захнево и Никулкино Воскресенского с/с.
14 июня 1954 года к Комлевскому с/с были присоединены Воскресенский и Лихачевский с/с.
21 мая 1959 года из Комлевского с/с в Ватулинский сельсовет были переданы селения Алёшино, Вандово, Воскресенки, Константиново и Новая. Одновременно из Ватулинского с/с в Комлевский были переданы селения Брыньково, Старое и Сытьково.
31 июля 1959 года к Комлевскому с/с был присоединён Ватулинский с/с.
1 февраля 1963 года Рузский район был упразднён и Комлевский с/с вошёл в Можайский сельский район. 11 января 1965 года Комлевский с/с был возвращён в восстановленный Рузский район.
20 декабря 1966 года из Комлевского с/с в Сумароковский были переданы селения Лихачёво, Новое Дьяково, Палашкино и Цыганово.
30 мая 1978 года в Комлевском с/с было упразднено селение Горки.
3 февраля 1994 года Комлевский с/с был преобразован в Комлевский сельский округ.
18 мая 2002 года в Комлевском с/о была восстановлена деревня Горки.
12 мая 2004 года в Комлевском с/о посёлок подсобного хозяйства фабрики им. Бабаева был переименован в посёлок Бабаево
.
В ходе муниципальной реформы 2004—2005 годов Комлевский сельский округ прекратил своё существование как муниципальная единица. При этом все его населённые пункты были переданы в сельское поселение Старорузское.
29 ноября 2006 года Комлевский сельский округ исключён из учётных данных административно-территориальных и территориальных единиц Московской области.